# Timothy Petersen
Timothy Petersen (Veenendaal, 9 augustus 1985) is een Nederlandse karateka, uitkomend voor de Karate-do Bond Nederland.
Petersen is tot op heden de enige Nederlandse karateka die bij de senioren 3 Europese titels heeft veroverd.

## Erelijst

### Europese kampioenschappen[2]
- -84 kg 2010,  Griekenland
- -84 kg 2009,  Kroatië
- -75 kg 2005,  Spanje
- -84 kg 2017,  Turkije
- -84 kg 2014,  Finland

### WK Junioren[2]
- Cadet -55 kg 2001,  Griekenland

### EK Junioren[2]
- Junior -80 kg 2006,  Joegoslavië
- Junior -70 kg 2005,  Griekenland
- Cadet -60 kg,  Duitsland